# داميون بيرغر
داميون بيرغر (بالإنجليزية: Damion Berger)‏ هو مصور بريطاني، ولد في 1978 في لندن في المملكة المتحدة.